# Bambusa variostriata
Bambusa variostriata là một loài thực vật có hoa trong họ Hòa thảo. Loài này được (W.T.Lin) L.C.Chia & H.L.Fung mô tả khoa học đầu tiên năm 1980.